# Carlos Westendorp
Carlos Westendorp Cabeza (Madrid, 7. siječnja 1937.) je španjolski političar i diplomat.
Između 1995. i 1996. bio je ministar vanjskih poslova Španjolske. Vijeće za implementaciju mira imenovalo ga je visokim predstavnikom za BiH 1997. Na tom položaju ostao je do 1999.
Nametnuo je jedinstvenu državnu valutu, konvertibilnu marku i zastavu Bosne i Hercegovine. Smijenio je predsjednika Republike Srpske Nikolu Poplašena u ožujku 1999. zbog toga što je odbijao imenovati Milorada Dodika mandatarom za sastav Vlade Republike Srpske. Odluka o smjeni izvršena je tek u rujnu 1999.